# Acis autumnalis
Acis autumnalis — вид середземноморських рослин родини амарилісових.

## Поширення, екологія
Цей вид відомий навколо західної частини Середземного моря і поряд з Атлантики. Країни поширення: материкова частина Іспанії (Галісія; Кастилія-ла-Манча, Естремадура, Андалусія), Португалія, Гібралтар, північ та центральна частина Марокко, північ Алжиру, північний Туніс, в Італії тільки на Сицилії і Сардинії, Балеарських островах.
Він знаходиться в сухих чагарниках і луках західного середземномор'я. Місця проживання включають ділянки, порушені людиною: піщані краї доріг, пшеничні, ячмінні, соняшникові поля і відкриті деградовані території. Росте на висотах 0-850 м.

## Морфологія
Рослина висотою 11-30 см, безволоса. Луковиці 14-22 х 10-20 мм, майже кулясті, темно-коричневі. Листків 1-6 від 2,4 до 29 х 0,04-0,13 см, ниткоподібні, напівциліндричні, цільні, гладкі на краях, тупі на вершині. Квіти рожеві або білуваті. Фрукти 4,2—5 х 4,5-6,5 мм, майже кулясті. Насіння 1.7-2.5 х 1,3-2,8 мм, чорне, блискуче. 2n = 14, 24.

## Галерея

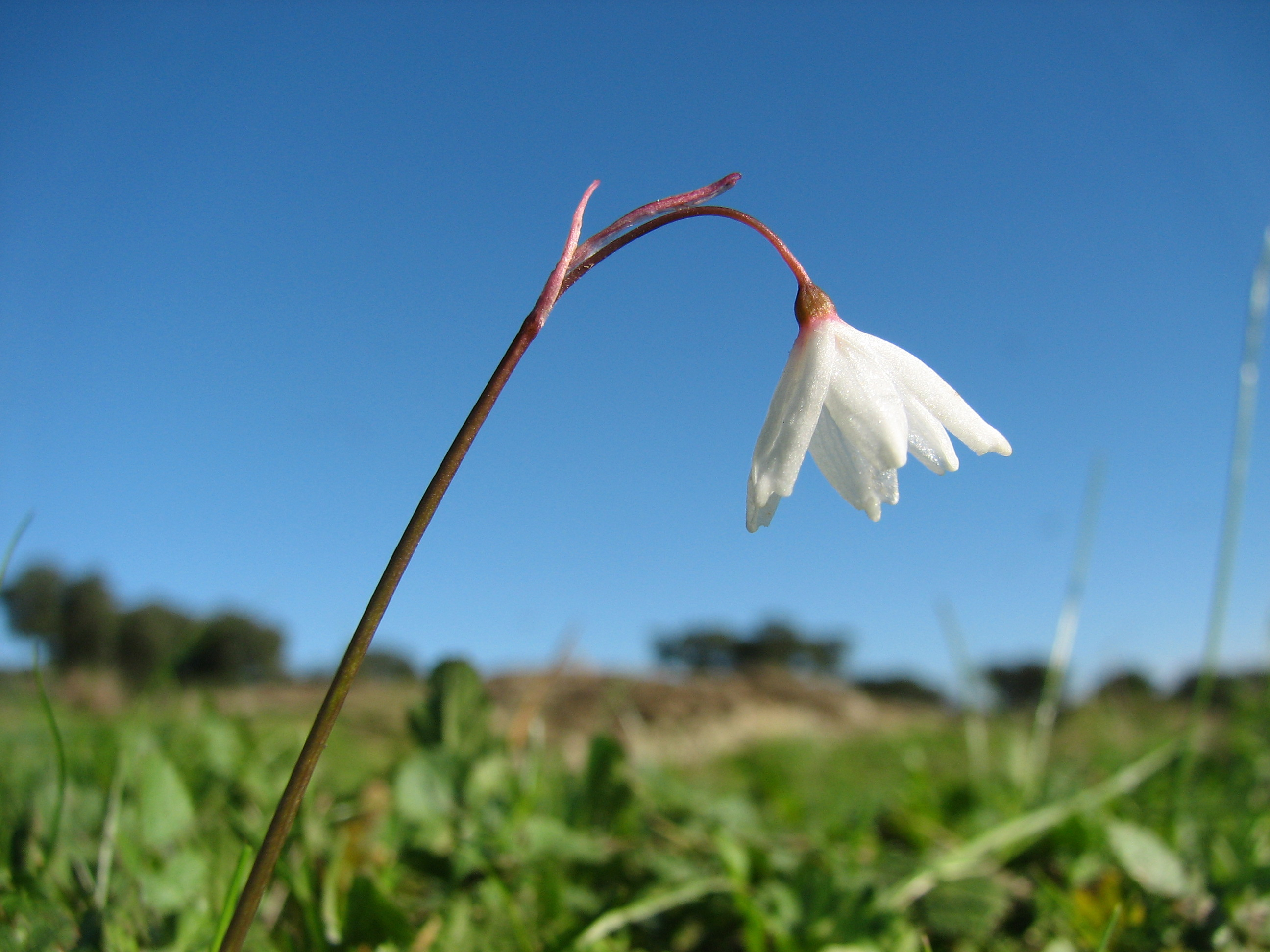
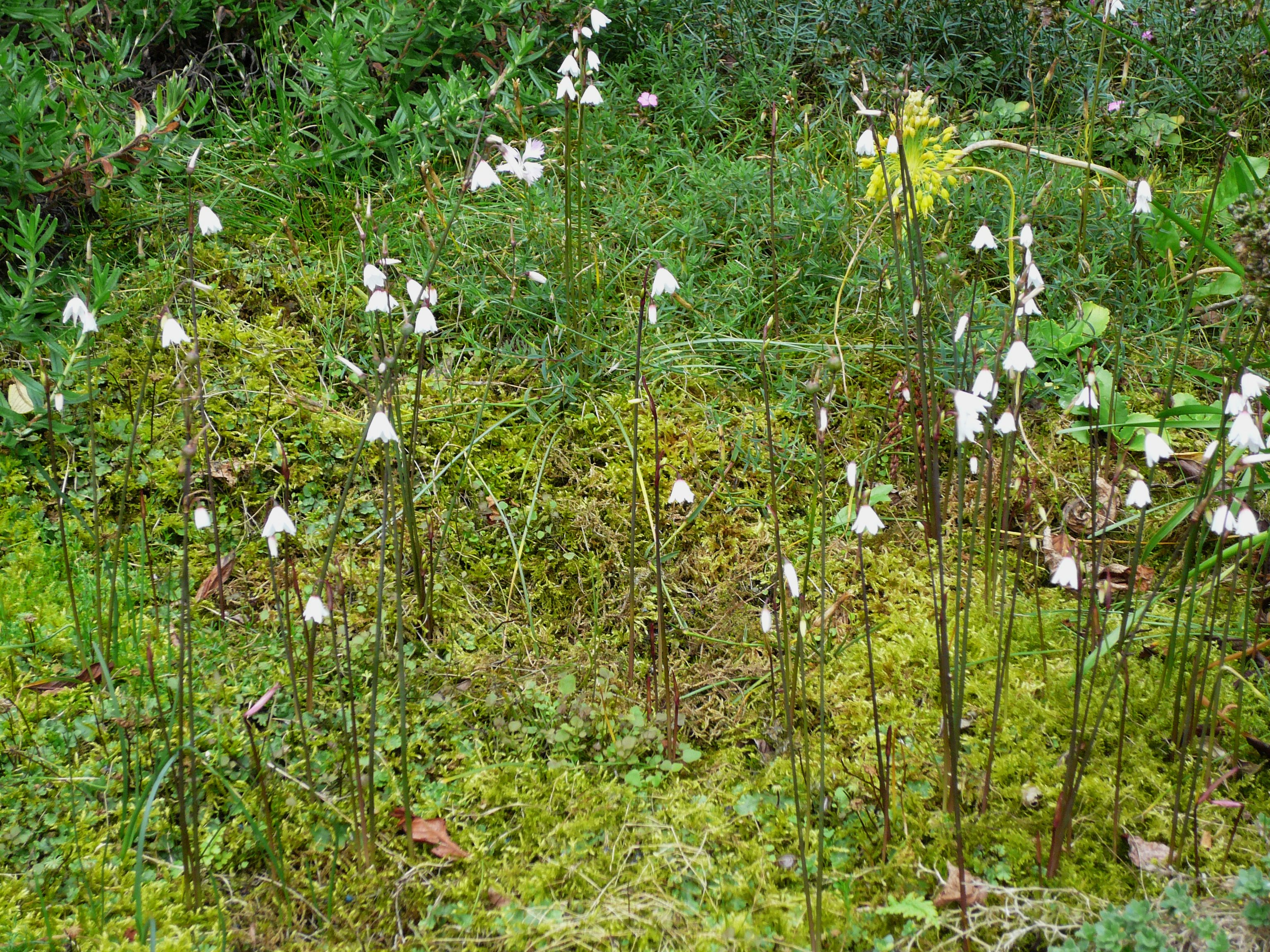
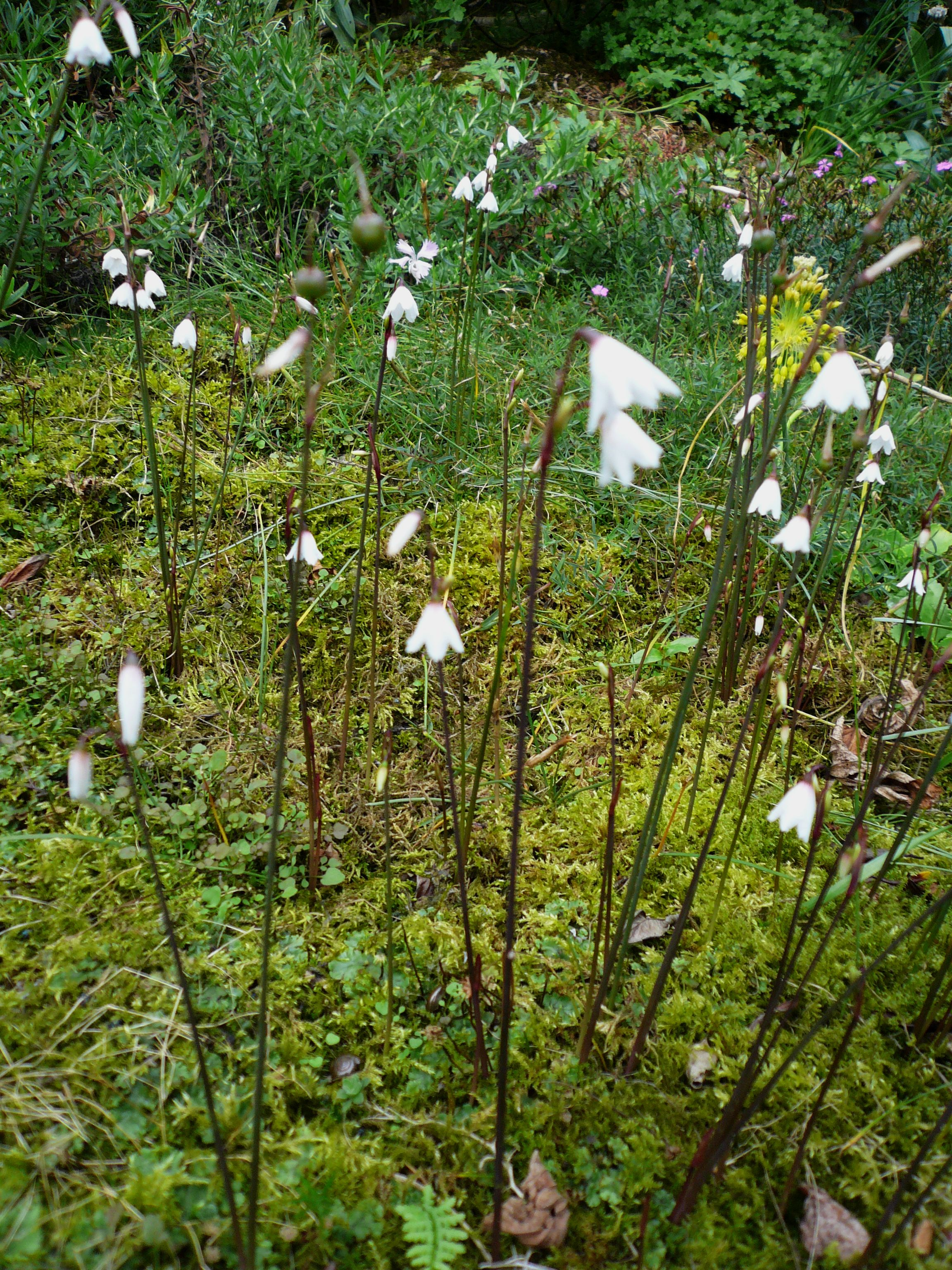
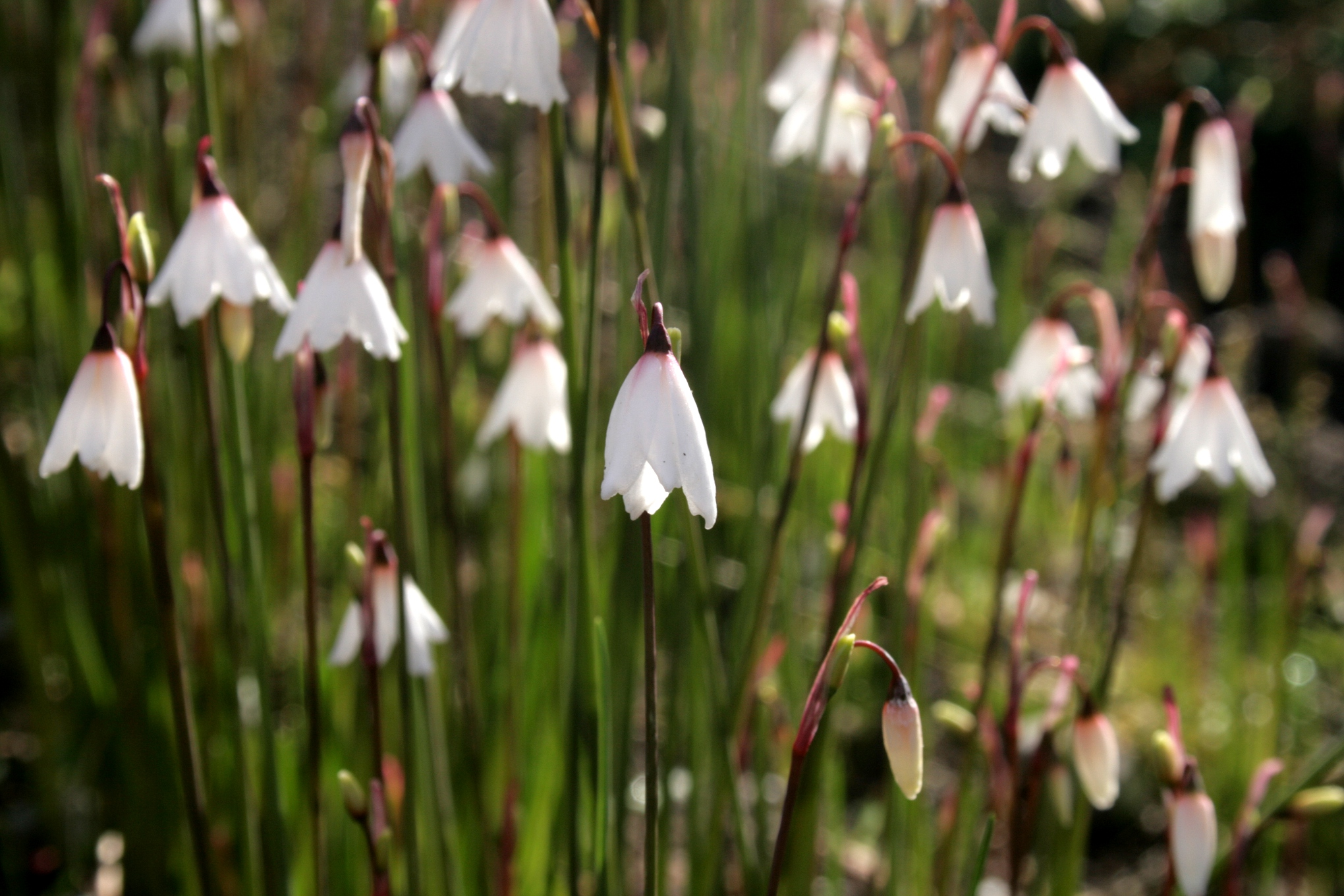
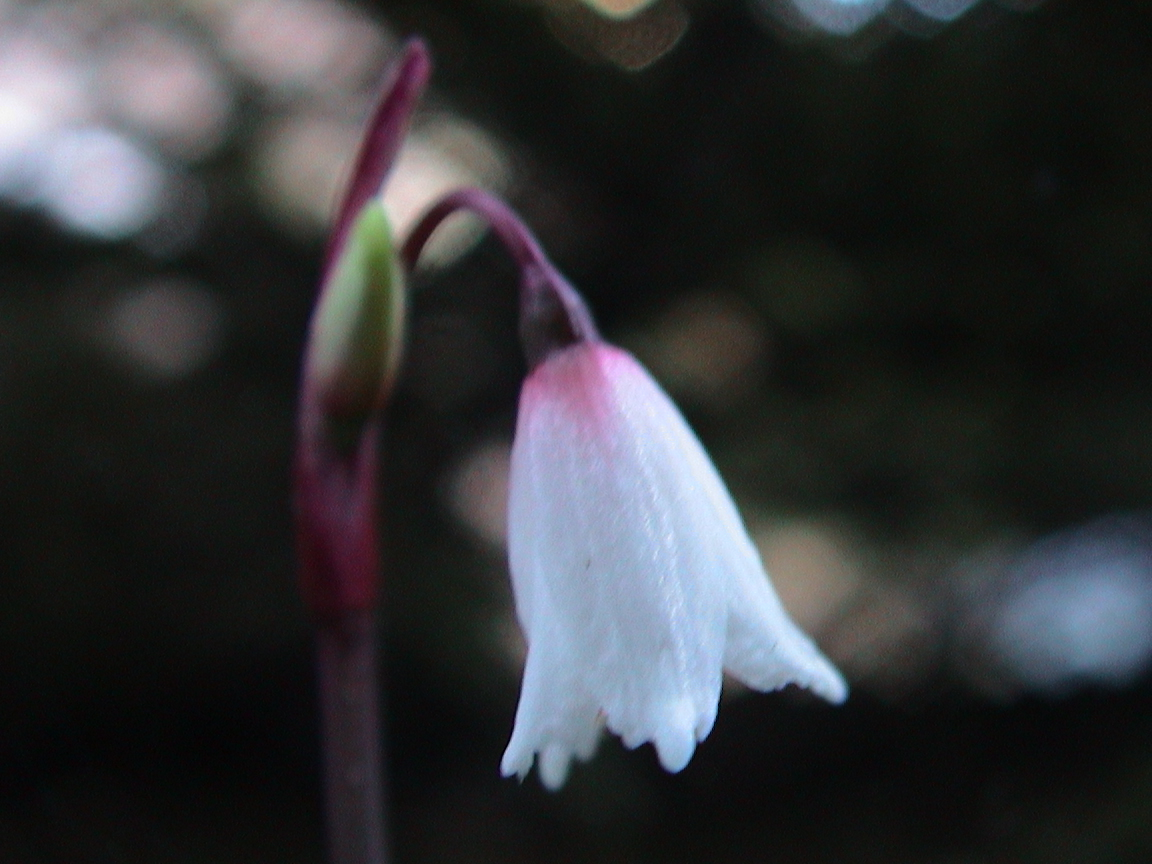
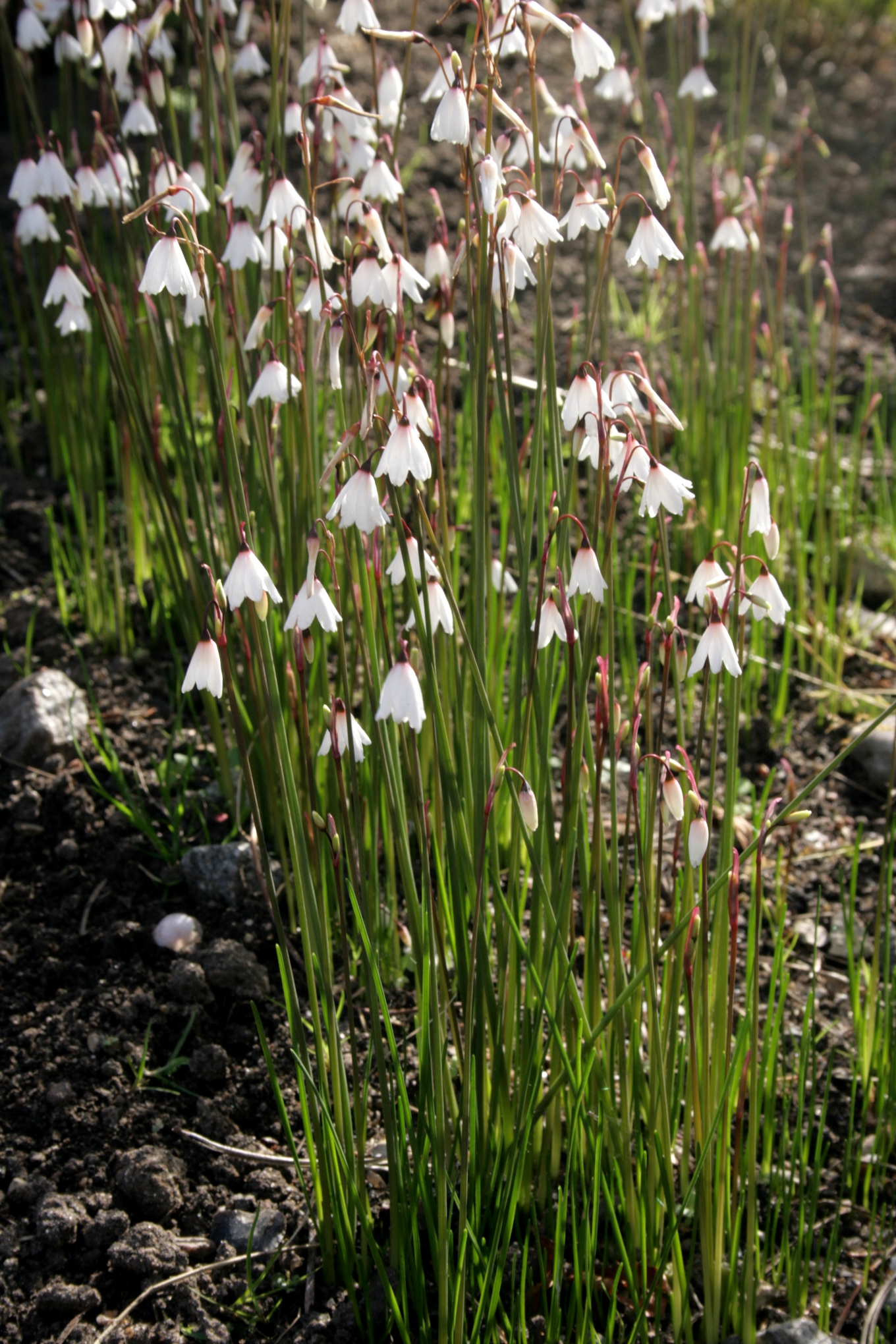

| Гібіскус | Це незавершена стаття про квіткові рослини. Ви можете допомогти проєкту, виправивши або дописавши її. |